# David Carvajal
David Manuel Rodríguez Carvajal (* 28. August 1978 in Tuineje/Fuerteventura/Spanien) ist ein ehemaliger spanischer Handballspieler. Er ist 1,85 m groß und wiegt 89 kg.
Carvajal wurde meistens als Rechtsaußen eingesetzt.
David Carvajal begann in seiner Heimatstadt mit dem Handballspiel. Später wechselte er zum größten Verein der Kanarischen Inseln, CBM Gáldar auf Gran Canaria, wo er auch in der spanischen Liga ASOBAL debütierte. Als Gáldar jedoch 2003 Konkurs anmelden musste, wechselte Carvajal auf das spanische Festland zum großen FC Barcelona. Dort gewann er 2004 die Copa del Rey de Balonmano und den spanischen Supercup. Nach nur einer Saison zog er jedoch weiter zum SDC San Antonio. Mit den Männern aus Pamplona gewann er 2005 die spanische Meisterschaft sowie 2006 den spanischen Supercup; außerdem zog man 2006 ins Finale der EHF Champions League ein, wo man jedoch BM Ciudad Real unterlag. 2008 wechselte er zu Cuenca 2016. Zwei Jahre später ging er zu SCDR Anaitasuna, wo er 2011 seine Karriere beendete.